# استیون امل
استفان اَمل (به انگلیسی: Stephen Amell)‏ (زاده ۸ مهٔ ۱۹۸۱) بازیگر کانادایی است. عمدهٔ شهرتش بخاطر بازی در نقش اولیور کوئین در سریال "پیکان" می‌باشد.

## زندگی شخصی
استیون امل در تورنتو، انتاریو به دنیا آمد و فرزند ساندرا ان بولته و توماس جی. امل است.
در دوران نوجوانی تصمیم گرفت بازیگر شود. اولین بازی‌اش در فیلم «به عجیبی مردم» در نقش «مربی نخ ریسی» بود. استیون امل به دلیل بازی در قسمتی از سریال محبوب «خاطرات خون آشام» در نقش یک گرگینه توانست خود را معرفی و به همین دلیل نقش‌های مهمی را در سریال‌های بعدی بدست آورد. بازی وی به عنوان نقش اول سریال «پیکان» در نقش «اولیور کوئین» بود که او را تبدیل به یکی از ستاره‌های هالیوود کرد.
او دو بار ، بار اول در یک مراسم خصوصی در جزایر کارائیب (۲۵ دسامبر ۲۰۱۲) و بار دوم در نیواورلئان، لوئیزیانا (۲۶ مه ۲۰۱۳) با مدل و بازیگر آمریکایی ، کاساندرا جین ازدواج کرده‌است.این زوج یک دختر به نام «ماوی» (متولد ۲۰۱۳) دارند.
او همچنین در سال ۲۰۱۹ موفق به دریافت جایزه برگزیده نوجوانان برای برترین بازیگر مرد اکشن تلویزیونی برای بازی در سریال ارو گردید.

## خلاصه فیلم‌شناسی
- به‌عجیبی مردم (۲۰۰۴)
- دگراسی: نسل بعدی (۲۰۰۴) اپیزود : "Ghost in the Machine: Part 2"
- بستن حلقه (۲۰۰۷)
- تکه‌های تریسی (۲۰۰۷)
- مرز جنون (۲۰۰۹) اپیزود: "Exit Wounds"
- ایالت کوهستان آبی (۲۰۱۰) اپیزود : "Ghost in the Machine: Part 2"
- سی‌اس‌آی: میامی (۲۰۱۰) اپیزود : "Sleepless in Miami"
- ان‌سی‌آی‌اس: لس‌آنجلس (۲۰۱۰) اپیزود: "Bounty"
- خاطرات خون‌آشام (۲۰۱۰)
- بورلی هیلز ۹۰۲۱۰ (۲۰۱۱)
- سی‌اس‌آی (۲۰۱۱)
- ۹۰۲۱۰ (۲۰۱۱)
- دختر جدید (۲۰۱۱)
- پیکان (۲۰۱۲)
- درمانگاه خصوصی (۲۰۱۲)
- ندای دل (۲۰۱۲)
- فلش (۲۰۱۴)
- لاک‌پشت‌های نینجای نوجوان جهش‌یافته (۲۰۱۴)
- دبلیودبلیوئی راو (۲۰۱۵)
- ویکسن (۲۰۱۵)
- افسانه‌های فردا (۲۰۱۶)
- لاک‌پشت‌های نینجای نوجوان جهش‌یافته: خارج از سایه‌ها (۲۰۱۶)
- سریال هیلز (2021-2023) دو فصل و 16 قسمت (نقش اصلی)
- فیلم Code 8 محصول 2019 به همراه رابی آمل
- فیلم Code 8:Part 2 محصول 2023